# Dorfkirche Hohenstein

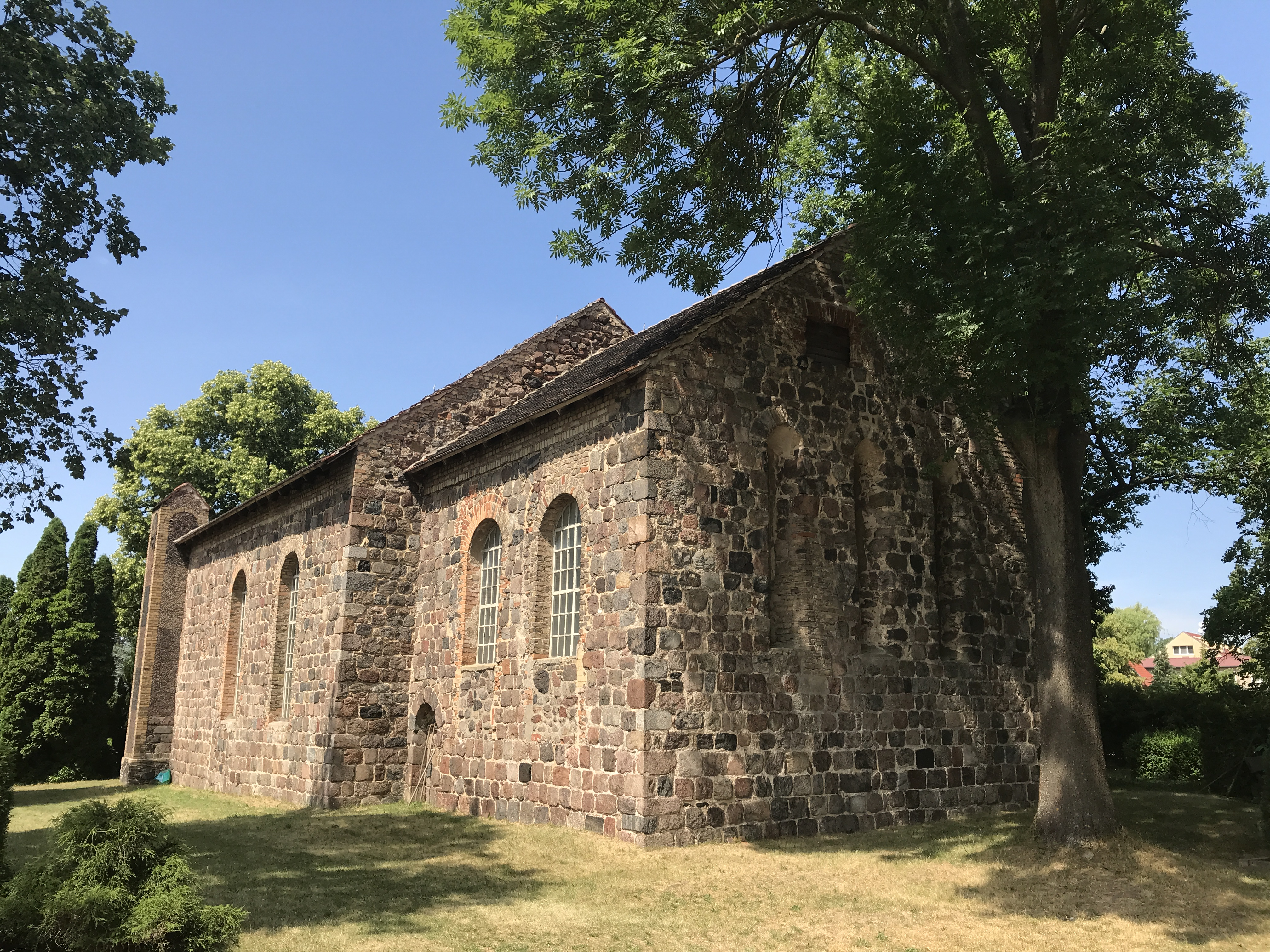
Dorfkirche Hohenstein

Die evangelische Dorfkirche Hohenstein ist eine Feldsteinkirche in Hohenstein, einem Ortsteil der Stadt Strausberg im Landkreis Märkisch-Oderland im Land Brandenburg. Die Kirchengemeinde gehört zum Kirchenkreis Oderland-Spree der Evangelischen Kirche Berlin-Brandenburg-schlesische Oberlausitz.

## Lage
Die Dorfstraße führt in West-Ost-Richtung durch den Ort. Im historischen Zentrum zweigt die Garziner Straße nach Süden hin ab. Die Kirche steht südwestlich dieser Verbindung auf einem Grundstück am nördlichen Ende des Dorfangers, das mit einer Mauer aus unbehauenen und nicht lagig geschichteten Feldsteinen eingefriedet ist.

## Geschichte
Der Sakralbau entstand in der zweiten Hälfte des 13. Jahrhunderts. Zur Zeit des Barock wurden die Fenster am Kirchenschiff vergrößert. Weitere Umbaumaßnahmen fanden im 19. Jahrhundert statt.

## Baubeschreibung
Die Baumeister verwendeten im Wesentlichen Feldsteine, die weitgehend sorgfältig behauen und lagig geschichtet wurden. Bei Ausbesserungs- und Umbauarbeiten – meist im 19. Jahrhundert – kam meist gelblicher Mauerstein in verschiedenen Farben zur Anwendung. Der Chor ist gerade und leicht eingezogen. Er hat einen rechteckigen Grundriss bei einer Breite von 8,2 m und einer Länge von 7,8 m. An seiner Ostseite sind drei Lanzettfenster, die aus der Bauzeit stammen dürften. Im Giebel ist im südlichen Bereich eine rechteckige Öffnung. Im nördlichen Bereich sind großflächige Ausbesserungsarbeiten erkennbar, die auf eine Beschädigung zu einem späteren Zeitpunkt hinweisen. Diese ziehen sich bis in die Nordseite des Chors. Hier sind zwei große Rundbogenfenster, deren Laibung mit Mauersteinen eingefasst wurde. Sie dürften zur Bauzeit deutlich kleiner gewesen sein und wurden zu einem späteren Zeitpunkt vergrößert. Im 21. Jahrhundert ist das untere Drittel mit unbehauenen Feldsteinen und Gesteinssplittern zugesetzt. Am Übergang zum Dachfirst sind mehrere Lagen mit hellen Mauersteinen verbaut, die auf eine Aufstockung der Mauerkrone hinweisen. An der Südseite sind ebenfalls zwei große Rundbogenfenster, die im unteren Bereich zugesetzt sind. Westlich davon ist eine ebenfalls zugesetzte Priesterpforte, die aus der Bauzeit stammen dürfte. Auch an der Chorsüdseite wurde die Mauerkrone aufgestockt.
Das Kirchenschiff hat einen rechteckigen Grundriss und ist 12,4 m lang und 10,5 m breit. Die Ostwand ist geschlossen aus Feldsteinen errichtet, ebenso der Giebel. An der Nordseite sind zwei große, „barocke“ Rundbogenfenster, die sich fast über die gesamte Höhe der Langwand erstrecken. Westlich ist ein zugesetztes Rundbogenfenster, das aus der Bauzeit stammen dürfte. Das mittlere Fenster wurde offenbar über eine ebenfalls zugesetzte Pforte gebaut. Dort und am östlich gelegenen Fenster wurden Ausbesserungsarbeiten mit Mauersteinen vorgenommen. An der Südseite zeigt sich ein ähnliches Bild. Auch hier sind zwei Rundbogenfenster sowie ein zugesetztes Fenster an der Westseite. Ursprünglich dürfte der Sakralbau an seinen Langseiten somit zwei mal drei Fenster besessen haben. Das mittlere Fenster verdeckt im unteren Bereich eine zugesetzte Gemeindepforte.
In der Westwand des turmlosen Schiffs ist mittig eine Rundbogenpforte mit einer verputzten Laibung. Der Giebel wurde aus Mauersteinen errichtet; darin sind mittig drei rundbogenförmige Klangarkaden. Seitlich sind je zwei Strebepfeiler. Die schlichten Satteldächer von Schiff und Chor sind mit Biberschwanz gedeckt.

## Ausstattung

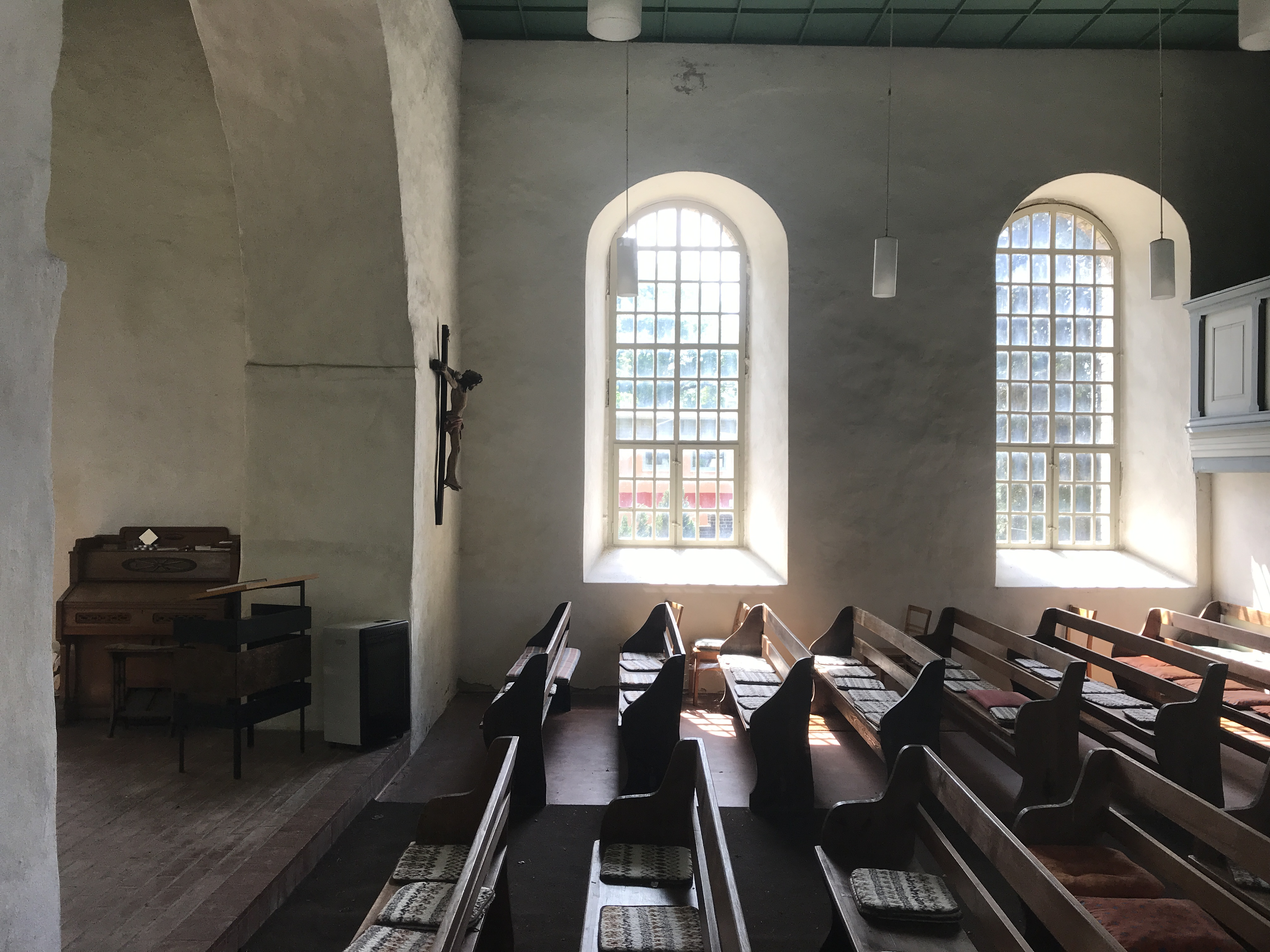
Blick ins Kirchenschiff

Das Altarretabel entstand in der Mitte des 18. Jahrhunderts und besteht im Wesentlichen aus einem Kruzifix, das in der ersten Hälfte des 16. Jahrhunderts entstand. Aus dem Jahr 1542 ist ein Kelch überliefert sowie eine Monstranz aus Kupfer. 1600 gab es eine Patene, zwei Leuchter, eine Kasel sowie ein Messbuch. Das Bauwerk ist in seinem Innern flach gedeckt, der Triumphbogen spitzbogig mit profilierten Kämpfern. Die Holzdecke ist mit barocken Ornamenten verziert.